# Ancylotrypa elongata
Ancylotrypa elongata là một loài nhện trong họ Cyrtaucheniidae. Loài này phân bố ờ Namibië.